# Jean-Baptiste Rusca
Jean-Baptiste Rusca, eigentlich Jean-Baptiste Dominique Rusca (* 27. November 1759 in La Brigue, Comté de Nice; † 14. Februar 1814 in Soissons) war ein französischer Arzt und Général de division der Infanterie mit italienischen Wurzeln. 

## Leben
Rusca stammte aus dem Comté de Nice, einem Teil des Königreichs Sardinien. Er war Mediziner und ein großer Befürworter der französischen Revolution. Deshalb ging er auch nach Frankreich und trat dort in die Armee ein. 
Während der Belagerung von Toulon 1793 leitete er das Feldlazarett, später ließ er sich in die Armée d’Italie versetzen und führte dort ein Sappeur-Bataillon. Während Napoleons Italienfeldzug wurde er von österreichischen Truppen gefangen genommen. 
Im sechsten Koalitionskrieg war Rusca in der Nähe von Soissons eingesetzt und ist dort am 14. Februar 1814 während der Kampfhandlungen gefallen.

## Ehrungen
- Commandeur der Ehrenlegion
- Baron de l’Empire
- Sein Name findet sich am südlichen Pfeiler (25. Spalte) des Triumphbogens am Place Charles-de-Gaulle (Paris).
- nach ihm wurde die Caserne Rusca in Nizza benannt